# لوچیانو چیپریانی
لوچیانو چیپریانی (اسپانیایی: Luciano Cipriani‎؛ زادهٔ ۸ مارس ۱۹۸۱) بازیکن فوتبال اهل آرژانتین است.